# Stephan Rauschert
Stephan Rauschert (ur. 1 listopada 1931 w Sundhausen, zm. 6 maja 1986 w Halle) – niemiecki botanik i mykolog.

## Życiorys
W latach 1953–1958 studiował biologię Uniwersytecie Friedrich Schillera w Jenie. Od 1958 był asystentem w Instytucie Botanicznym Uniwersytetu w Jenie. Od 1961 do 1985 pracował na Uniwersytecie Marcina Lutra w Halle-Wittenberdze. Żona – Rosemary Rauschert. Zmarł 6 maja 1986 w Halle. Wniósł ważny wkład do botaniki, opisując wiele taksonów roślin. Specjalizował się w paprociach, roślinach nasiennych i grzybach.
W naukowych nazwach opisanych przez niego taksonów dodawane jest jego nazwisko Rauschert.